# 1-ша авіаційна дивізія (Третій Рейх)
1-ша авіаційна дивізія (Третій Рейх) (нім. 1. Flieger-Division) — авіаційна дивізія військово-повітряних сил нацистської Німеччини за часів Другої світової війни.

## Історія
1-ша авіаційна дивізія Люфтваффе вперше створена 1 квітня 1934 року в Берліні наказом Рейхслюфтфарктміністерства (RLM), яке керувало повітряними підрозділами Люфтваффе, крім морських та наземних розвідувальних ескадр. 31 березня 1935 року дивізія була розформована.
1 серпня 1938 року відбулось повторне заснування у Берліні у складі 2-го вищого авіаційного командування (нім. Höhere Fliegerkommandeure 2). 1 листопада 1938 року її перейменували на 11-ту авіаційну дивізію, але вже з 1 лютого 1939 року вона знову стала йменуватись 1-ю авіаційною дивізією. 11 жовтня 1939 року на її основі був створений 1-й повітряний корпус Люфтваффе.
Втретє дивізію з таким номером сформовано на Східному фронті 12 квітня 1942 року в Дугино, Росія. До кінця війни авіаційні підрозділи билися на цьому фронті і капітулювати наприкінці війни у східній Німеччині.

## Командування

### Командири
1-ше формування
- Оберст Гуго Шперрле (1 квітня 1934 — 31 березня 1935)

2-ге формування
- Генерал-лейтенант Ульріх Грауерт (1 липня 1938 — 29 жовтня 1939)

3-тє формування
- Генерал авіації Мартін Фібіг (нім. Martin Fiebig) (12 квітня — 30 червня 1942)
- Генерал-лейтенант Альфред Шлемм (1 липня — 30 вересня 1942)
- Генерал-лейтенант Герман Плохер (нім. Hermann Plocher) (1 — 31 жовтня 1942)
- Генерал авіації Альфред Бюловіус (нім. Alfred Bülowius) (1 листопада 1942 — 17 січня 1943)
- Оберст Отто Цех (нім. Otto Zech) (17 січня — 25 червня 1943)
- Генерал авіації Пауль Дайхманн (нім. Paul Deichmann) (25 червня — 7 листопада 1943)
- Генерал-майор Роберт Фукс (нім. Robert Fuchs) (7 листопада 1943 — 8 травня 1945)

## Основні райони базування штабу 1-ї авіаційної дивізії
| Час                             | Місто          |
| ------------------------------- | -------------- |
| 1 квітня 1934 — 31 березня 1935 | Берлін         |
| 1 серпня 1938 — 26 серпня 1939  | Берлін         |
| 26 серпня — 22 вересня 1939     | Шенфельд       |
| 22 вересня — 11 листопада 1939  | Кельн          |
| квітень 1942 — липень 1943      | Дугіно         |
| липень 1943                     | Орел           |
| січень — 20 березня 1944        | Бобруйськ      |
| 20 березня — 23 квітня 1944     | Пінськ         |
| 23 квітня — 22 липня 1944       | Біла Підляська |
| 22 — 25 липня 1944              | Янів           |
| 25 липня — серпень 1944         | Варшава        |
| серпень — грудень 1944          | Тополове       |
| грудень 1944 — 8 березня 1945   | Слупськ        |
| 8 березня — травень 1945        | Нойбранденбург |

## Підпорядкованість
| 1-ше формування                 |                                |        |
| 1 квітня 1934 — 31 березня 1935 | Імперське міністерство авіації | Берлін |
| 2-ге формування                 |                                |        |
| 1 серпня 1938 — лютий 1939      | 1-ше авіаційне командування    | Берлін |
| лютий — 22 вересня 1939         | 1-й повітряний флот            | Берлін |
| 22 вересня — 11 листопада 1939  | 3-й повітряний флот            |        |
| 3-тє формування                 |                                |        |
| квітень 1942 — травень 1943     | Командування Люфтваффе «Схід»  |        |
| травень 1943 — 3 лютого 1945    | 6-й повітряний флот            |        |
| 3 лютого — 12 квітня 1945       | 2-й повітряний корпус          |        |

## Бойовий склад 1-ї авіаційної дивізії
- штаб 1-ї бомбардувальної ескадри «Гінденбурґ» (KG 1);
- I./1-ї бомбардувальної ескадри (I./KG 1);
- I./152-ї бомбардувальної ескадри (I./KG 152);
- штаб 26-ї бомбардувальної ескадри «Ловен» (KG 26);
- II./26-ї бомбардувальної ескадри (II./KG 26);
- I./53-ї бомбардувальної ескадри (I./KG 53);
- II./2-ї ескадри пікіруючих бомбардувальників «Іммельман» (II./StG 2);
- III./2-ї ескадри пікіруючих бомбардувальників (III./StG 2);
- IV./1-ї навчально-бойової змішаної ескадри (IV.(St)/LG 1);
- 4-та ескадрилья пікіруючих бомбардувальників 186-ї авіагрупи (4.(St)/186 (Trägergruppe 186);
- I./1-ї ескадри важких винищувачів (I./ZG 1);
- I.(J)/2-ї навчально-бойової змішаної ескадри (I.(J)/LG 2);
- 2-га ескадрилья 121-ї авіагрупи (2.(F)/121);
- JGr.101/II./1-ї ескадри важких винищувачів JGr.101 (II./ZG 1).

- 1-ша штурмова ескадра (SG 1);
- 51-а винищувальна ескадра «Мельдерс» (JG 51).

- 1-ша штурмова ескадра (SG 1);
- 51-а винищувальна ескадра «Мельдерс» (JG 51);
- 8-ма група літаків спостереження (Nahaufklärungsgruppe 8 (NAGr 8).